# Vic Joseph
Victor Travagliante (8 de julio de 1985) es un comentarista estadounidense actualmente firmado con WWE, donde trabaja bajo el nombre artístico Vic Joseph como el protagonista. comentarista de la marca NXT. Antes de ser promovido a Raw, Joseph fue el comentarista play-by-play para la marca  205 Live de WWE, y el programa  Main Event. Antes de WWE, trabajó como comentarista para Absolute Intense Wrestling (AIW) y House of Hardcore (HOH). Fuera de la lucha profesional, Travagliante ha trabajado previamente para Cleveland Browns Radio Network en su estación 92.3 The Fan, cubriendo los juegos de fútbol de los Cleveland Browns.

## Primeros años y educación
Travagliante nació el 8 de julio de 1985 en Cleveland, Ohio. Era un fanático de la lucha libre profesional mientras crecía. Asistió a la Universidad de Findlay y jugó en el equipo de baloncesto del Campeonato Nacional 2009.